# Adesmia pampeana
Adesmia pampeana är en ärtväxtart som beskrevs av Carlos Luis Spegazzini. Adesmia pampeana ingår i släktet Adesmia och familjen ärtväxter. Inga underarter finns listade i Catalogue of Life.